# Oldsmobile Calais
Der Oldsmobile Calais ist ein von Oldsmobile von Herbst 1984 bis Sommer 1991 angebotenes Fahrzeug der Mittelklasse mit Frontantrieb. Ab Frühjahr 1988 wurde die Bezeichnung in Cutlass Calais geändert. 
Der Calais war Nachfolger des Oldsmobile Omega und basierte auf der N-Plattform von General Motors. Verwandt war er daher mit Pontiac Grand Am und Buick Somerset Regal bzw. (ab 1986) Buick Skylark.

## Modellgeschichte
Der Calais erschien im Herbst 1984 zum Modelljahr 1985 als zweitüriges Coupé in den Ausstattungsstufen Basis und Supreme, angetrieben von einem 2,5-Liter-Reihenvierzylinder von Pontiac oder einem Dreiliter-V6, den es, anders als die kleinere Maschine, nur mit Automatik gab. Pace Car bei den 500 Meilen von Indianapolis 1985 war ein Calais-Cabriolet, das aber nicht in Serie ging. 
1986 wurde in den gleichen Ausstattungen eine viertürige Limousine nachgeschoben. Neu waren ferner ein GT-Paket für das Coupé und ein sportliches ES-Modell für die Limousine. 
1987 erhielten alle Calais Breitbandscheinwerfer anstelle der vorherigen Rechteck-Doppelscheinwerfer und selbstanlegende vordere Sicherheitsgurte. Die ES-Limousine wurde durch den viertürigen GT ersetzt. 
Zum Frühjahr 1988 wurde der Calais in Cutlass Calais umbenannt. Neben einem Facelift mit neuem Kühlergrill wurde das Modellprogramm neu gestaffelt; neben dem Basismodell gab es den luxuriöser ausgestatteten Cutlass Calais SL und den sportlichen Cutlass Calais International Series, letzterer serienmäßig mit einem 2,3-Liter-DOHC-Vierzylinder, dem so genannten Quad Four, mit Fünfganggetriebe ausgerüstet. 
1989 wurde die Ausstattung des Basismodells abgespeckt, das bisherige Grundmodell hieß nun Cutlass Calais S. Die Leistung des Vierzylinders stieg auf 112 PS. Ab Anfang 1989 war der Quad Four in einer 183 PS starken Hochleistungsversion erhältlich. Der Dreiliter wich einem neuen 3,3-Liter-V6. 
1990 wurde auf Basis des Cutlass Calais S-Coupés die Oldsmobile-Traditionsbezeichnung 442 wiederbelebt; das Modell besaß den Hochleistungs-Quad Four, Sportfahrwerk, Fünfganggetriebe und Alufelgen. 

Bis zum Produktionsende im Sommer 1991 entstanden vom (Cutlass) Calais insgesamt 748.000 Stück. 

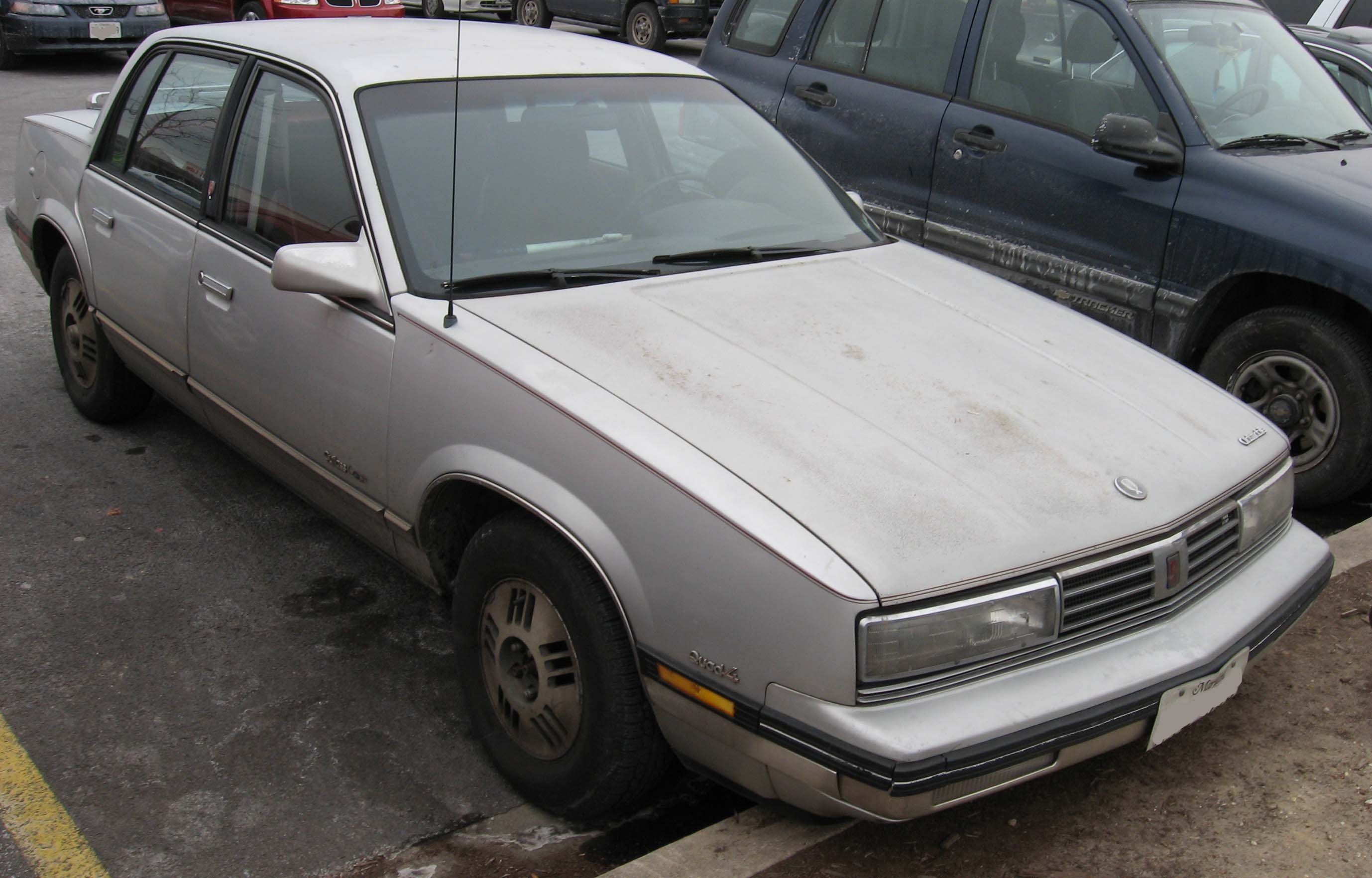
Calais Limousine (1985–1998)
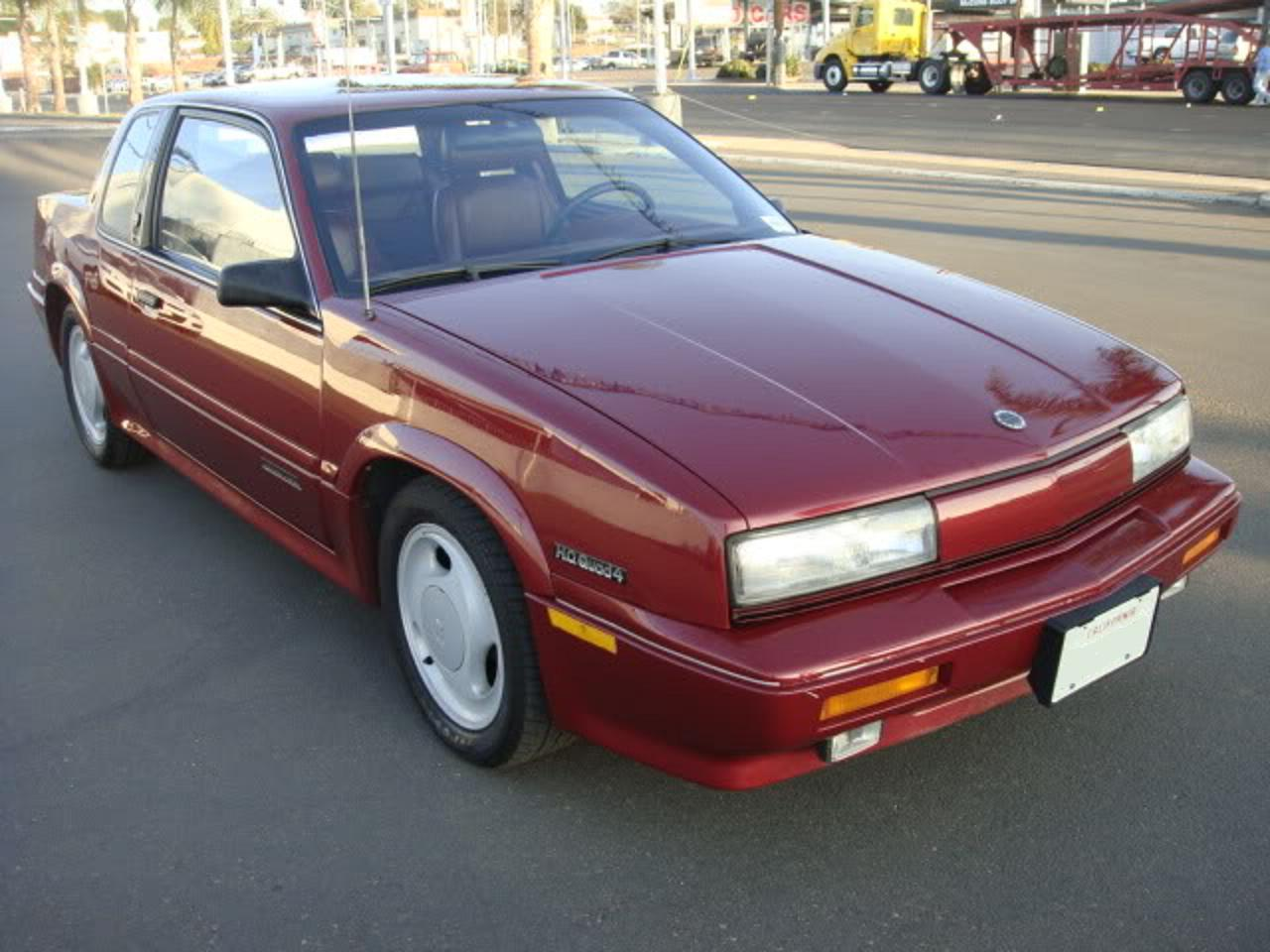
Cutlass Calais Coupé International Series (1988–1991)
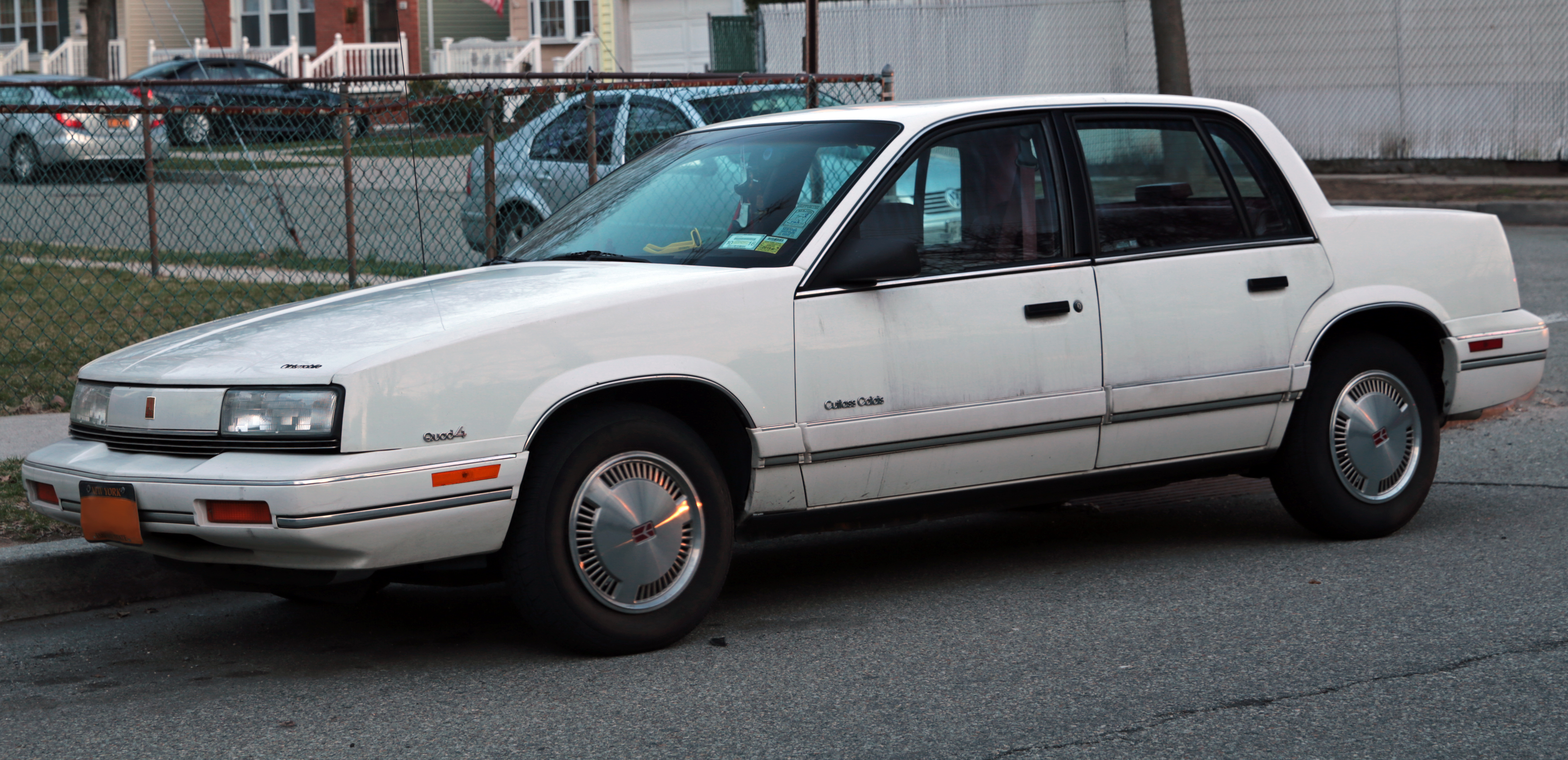
Cutlass Calais Limousine (1988–1991)
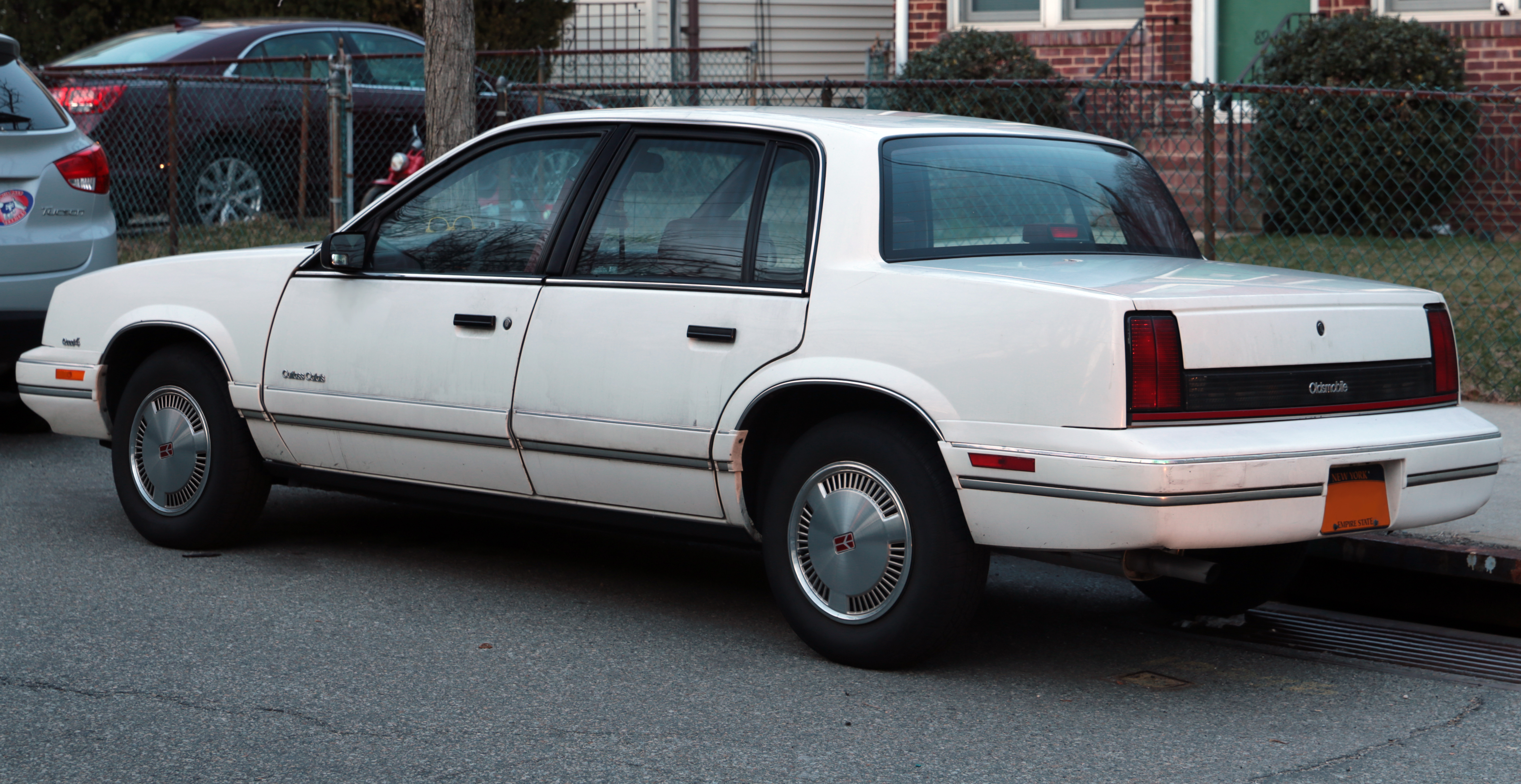
Heckansicht